# Eva Bendix
Eva Bendix (født 17. juli 1925 – 21. april 2017) var en dansk journalist og forfatter.
Bendix, der var datter af tegneren Hans Bendix, blev fra 1946 udlært ved den socialdemokratiske provinspresse og kom senere til Social-Demokraten, hvor hun specialiserede sig i kvindestoffet. I 1952 blev hun den første danske tv-speaker og havde sammen med Eva Maar programmet Magasin Eva, som de både tilrettelagde og var værter for. Fra 1966 var hun sammen med Lise Nørgaard, Merete Bjørn Hanssen og Nan Henningsen vært for P1-programmet Pressemøde, der havde skiftede aktuelle gæster i studiet. Året efter gik Eva Bendix freelance og skrev for flere dagblade og ugeblade.
Politisk havde hun været aktiv indenfor såvel fredsbevægelsen som kvindebevægelsen, ligesom hun i en menneskealder var tilknyttet Socialdemokratiet. En overgang var hun tillige opstillet som folketingskandidat for partiet. Hun var desuden medlem af Ritt Bjerregaards strikkeklub. Efter at have været passivt medlem af Socialdemokraterne i tre år meldte hun sig i 2008 ind i SF.